# 武魯頓島

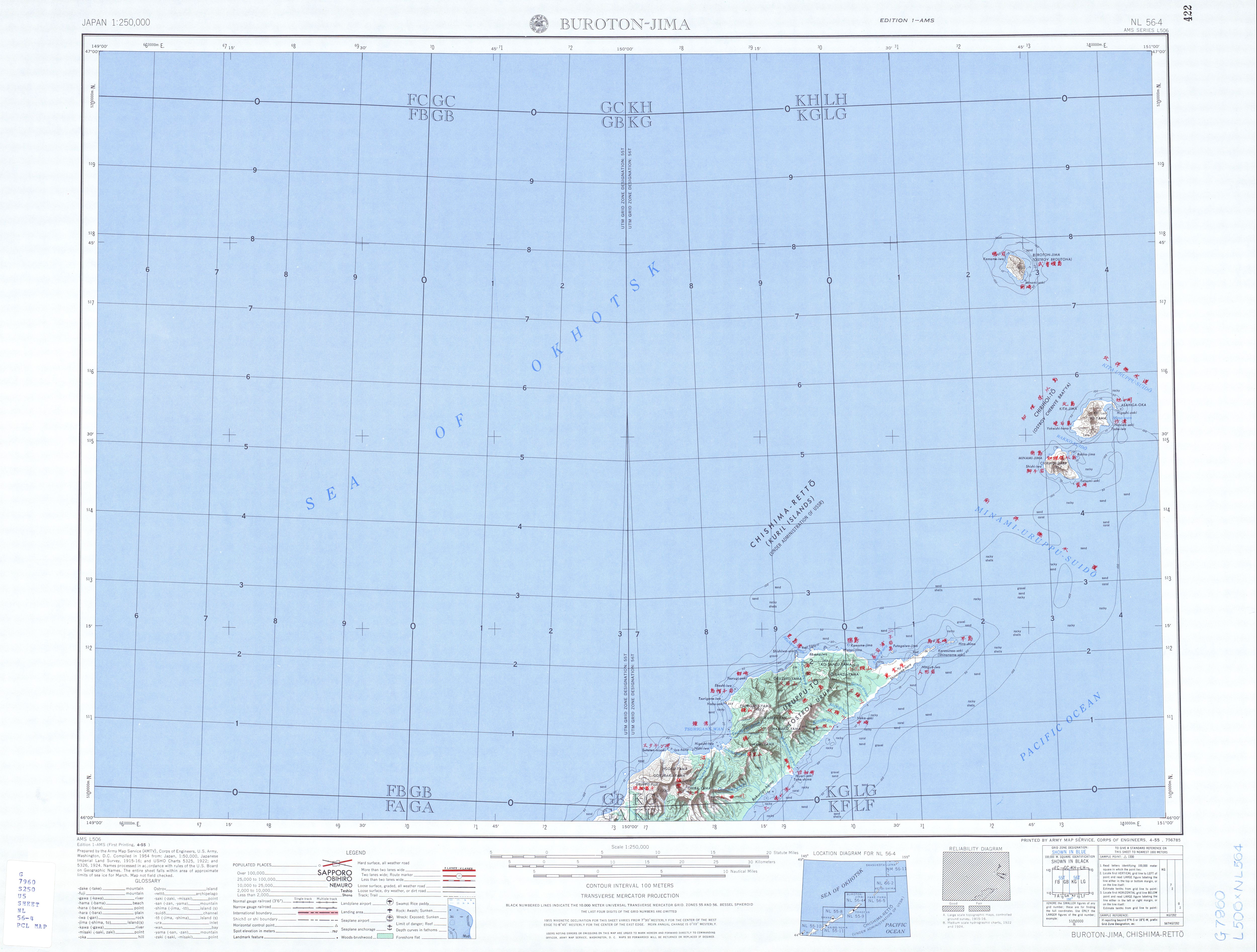
昭和29年の武魯頓島・知理保以島・得撫島

武魯頓島（ぶろとんとう）は千島列島中部に位置する島である。ロシア名はブロウトナ島（о.Броутона）、英語表記はBroutona。
島名は、1796年（寛政8年）から2年に渡り千島・サハリン沿岸を調査した、イギリス海軍プロヴィデンス号のブロートン艦長（噴火湾の命名者）に由来する。
また、アイヌ語では「マカンルル（マック・アン・ルル=後ろ・ある・潮→後方の潮の中にある島）」と呼ばれ、潮流の激しい得撫水道の北端に位置することを指すと見られる。漢字表記では磨勘留島とも記されるが、磨勘留島との関連性は不明。

## 地勢・位置
知理保以島（北島）の北北西 11 海里にあり、海抜 801 メートルの円錐形をした峰（日本名とロシア名共に不詳）から成る、周囲約 11 キロメートルの楕円形の島である。
島の南端と西端以外は約 300 メートルの断崖を成し、所々にある岩場に辛うじて上陸することが出来る。

## 歴史
続縄文時代とオホーツク文化期に得撫島で集落が発達した時期があり、武魯頓島にもラッコ猟などで人が訪れた可能性があるが、定住の痕跡は発見されていない。近代でも、択捉島のアイヌがラッコ猟に出猟していた。
- 1855年（安政元年）、日露通好条約によりロシア領となる。
- 1875年（明治8年）、樺太・千島交換条約により日本領になる。
- 1945年（昭和20年）、8月、ソ連軍が上陸し占領する。日本が降伏した9月2日に出された一般命令第1号により、ソ連占領地とされた。
- 1946年（昭和21年）、GHQ指令により、日本の施政権が正式に停止される。直後に、ソ連が領有を宣言する。
- 1952年（昭和27年）、サンフランシスコ講和条約で日本は領有権を放棄する（ソ連は未調印）。以後、日本は千島列島の帰属は未確定と主張する。
- 1991年（平成3年）、ソビエト連邦の崩壊後に成立したロシア連邦が実効支配を継承。

現在はロシア連邦の実効支配下にあるが、日本政府は国際法上は帰属未定地であると主張している。

## 参考資料
1. ↑  千島列島陸海編合図得撫島(其ノ二)外邦図デジタルアーカイブ 東北大学
2. ↑  千島列島における資源・土地利用の歴史生態学的研究